# Pordenone Calcio 1986-1987
Questa voce raccoglie le informazioni riguardanti il Pordenone Calcio nelle competizioni ufficiali della stagione 1986-1987.

## Rosa
| N. |                   | Ruolo | Calciatore            |
| -- | ----------------- | ----- | --------------------- |
|    | Italia (bandiera) | A     | Roberto Antelmi       |
|    | Italia (bandiera) | C     | Fabrizio Benedet      |
|    | Italia (bandiera) | C     | Luciano Benetti       |
|    | Italia (bandiera) | P     | Paolo Bianchet        |
|    | Italia (bandiera) | C     | Luigi Biasinutto      |
|    | Italia (bandiera) | P     | Carlo Bullara         |
|    | Italia (bandiera) | C     | Roberto Caiani        |
|    | Italia (bandiera) | D     | Massimiliano Candutti |
|    | Italia (bandiera) |       | Chiarotto             |
|    | Italia (bandiera) |       | Consalvo              |
|    | Italia (bandiera) | C     | Maurizio Cotterle     |
|    | Italia (bandiera) | C     | Massimo Del Ben       |

| N. |                   | Ruolo | Calciatore              |
| -- | ----------------- | ----- | ----------------------- |
|    | Italia (bandiera) | D     | Walter Gava             |
|    | Italia (bandiera) | C     | Franco Giacomazzo       |
|    | Italia (bandiera) |       | Guerra                  |
|    | Italia (bandiera) | C     | Roberto Lenarduzzi      |
|    | Italia (bandiera) | D     | Sergio Marassi          |
|    | Italia (bandiera) | D     | Maurizio Siega          |
|    | Italia (bandiera) |       | Tonon                   |
|    | Italia (bandiera) | A     | Massimo Tracanelli (II) |
|    | Italia (bandiera) | C     | Stefano Tracanelli (I)  |
|    | Italia (bandiera) | A     | Luca Vrech              |
|    | Italia (bandiera) | D     | Alessandro Zanin        |
|    | Italia (bandiera) | C     | Giorgio Zuccheri        |